# Andre Ward
Andre Michael Ward (ur. 23 lutego 1984 w San Francisco) – amerykański bokser, były mistrz świata federacji WBA i WBC oraz zwycięzca turnieju Super Six w wadze super średniej. Jako amator zdobył złoty medal na Igrzyskach Olimpijskich 2004 w kategorii do 81 kilogramów (półciężka).

## Kariera amatorska
Ward zaczął boksować w 1994 roku, mając dziesięć lat. Jako amator zwyciężył sto dziesięć ze stu piętnastu walk. W ostatnich sześciu latach swojej amatorskiej kariery (1998 - 2004) nie przegrał ani jednego pojedynku. W 2001 roku został amatorskim mistrzem Stanów Zjednoczonych kategorii średniej. W 2002 zdobył krajowe mistrzostwo do lat 19. Rok później został mistrzem Stanów Zjednoczonych w kategorii półciężkiej.
Na Igrzyskach Olimpijskich 2004 pokonał kolejno: Clemente Russo (17-9), Jewgienija Makarienkę (23-16), Utkirbeka Haydarova (17-5), a w finale Mahamieda Aryphadżyjeu (20-13), dzięki czemu zdobył olimpijskie złoto.

## Kariera zawodowa
Ward rozpoczął swoją zawodową karierę od zwycięstwa nad niepokonanym w dwóch pojedynkach, Chrisem Moliną. Pojedynek zakończył się zwycięstwem Andre przez techniczny nokaut w drugiej rundzie. W kolejnej walce Ward zmierzył się z Kenny Kostem, który legitymował się wówczas bilansem 8-0. Mistrz olimpijski wygrał ze swoim przeciwnikiem, jednogłośną decyzją sędziów punktowych.
Po tych pojedynkach, Ward stoczył jeszcze 18 zwycięskich walk, aż 21 listopada 2009 roku, zmierzył się z posiadaczem tytułu mistrza świata WBA - Mikkelem Kesslerem. Był to pierwszy pojedynek obu pięściarzy w ramach turnieju Super Six. Walka została przerwana w jedenastej rundzie, ze względu na rozcięcie pod lewym okiem Kesslera. Zwycięzcą pojedynku ogłoszono Andre Warda, który był lepszy na kartach punktowych wszystkich sędziów (97-93, 98-92, 98-92).
W drugiej walce rozgrywanej w ramach turnieju Super Six, Ward zmierzył się z Allanem Greenem. Pojedynek ten został rozegrany 19 czerwca 2010 roku. Była to pierwsza obrona tytułu WBA w wykonaniu mistrza olimpijskiego z 2004 roku. Ward wygrał walkę jednogłośnie na punkty po zwycięstwie we wszystkich rundach pojedynku (120-108, 120-108, 120-108).
Druga obrona tytułu mistrzowskiego miała miejsce 27 listopada 2010 roku. Przeciwnikiem Warda w tej walce był Sakio Bika. Pojedynek zakończył się wyraźnym zwycięstwem Amerykanina, na punkty (120-108, 118-110, 118-110).
W półfinale turnieju Super Six, Andre Ward zmierzył się z Arthurem Abrahamem. Pojedynek odbył się 14 maja 2011 roku. "S.O.G." pokonał Abrahama wysoko na punkty (120-108, 118-110, 118-111).
Finał turnieju Super Six odbył się 17 grudnia 2011 roku w Atlantic City. Ward zmierzył się w nim z posiadaczem tytułu mistrza świata WBC kategorii super średniej - Carlem Frochem. Stawką pojedynku był także pas mistrzowski magazynu The Ring. Amerykanin wygrał pojedynek jednogłośnie na punkty (118-110, 115-113, 115-113) i został zwycięzcą turnieju Super Six.
8 września 2012 roku Andre Ward w obronie tytułów mistrza świata stoczył pojedynek z posiadaczem pasów WBC i The Ring wyższej kategorii wagowej (półciężkiej), Chadem Dawsonem. Pojedynek zakończył się zwycięstwem Warda przez techniczny nokaut w dziesiątej rundzie.
20 czerwca 2015 w kalifornijskim Oakland pokonał przez techniczny nokaut w dziewiątej rundzie Anglika Paula Smitha (35-6, 20 KO).
26 marca 2016 na gali w Oakland zadebiutował w wadze półciężkiej, pokonując na punkty 117:109, 119:109 i 117:108 Kubańczyka Sullivana Barrerę (17-1, 12 KO).
20 listopada 2016 roku, Andre Ward stoczył walkę z mistrzem WBA Super, IBF i WBO Rosjaninem Sergiejem Kowaliowem (30-0-1, 26 KO). Po wyrównanej 12-rundowej walce wygrał stosunkiem 114-113 na wszystkich kartach punktowych. Wygrana nad Kowaliowem według większości ekspertów daje mu 1. miejsce w rankingu na najlepszego zawodnika bez podziału na kategorie wagowe.
17 czerwca 2017 roku przystąpił do rewanżowej walki z Kowaliowem. Amerykanin ponownie okazał się lepszy, tym razem wygrywając przez TKO w 8 rundzie, rozbijając swojego rywala ciosami na tułów.
21 września 2017 roku ogłosił zakończenie sportowej kariery.

## Lista walk zawodowych
Andre Ward stoczył w swojej karierze 31 walk zawodowych. Zwycięstw: 32 (KO – nokautów: 16, walk zakończonych na punkty: 16). Przegranych: 0 (KO – nokautów: 0, walk zakończonych na punkty: 0). Remisów: 0'
| Rezultat   | Bilans | Przeciwnik       | Typ | Runda, czas   | Data                | Miejsce                        | Uwagi |
| ---------- | ------ | ---------------- | --- | ------------- | ------------------- | ------------------------------ | --- |
| Zwycięstwo | 32-0   | Siergiej Kowalow | TKO | 8 (12) 2:29   | 17 czerwca 2017     | Las Vegas, Nevada, USA         | Obronił mistrzostwo świata WBA, IBF i WBO w wadze półciężkiej.                                               |
| Zwycięstwo | 31-0   | Siergiej Kowalow | UD  | 12            | 19 listopada 2016   | Las Vegas, Nevada, USA         | Zdobył mistrzostwa świata WBA i IBF w wadze półciężkiej. Obronił mistrzostwo świata WBO w wadze półciężkiej. |
| Zwycięstwo | 30-0   | Alexander Brand  | UD  | 12            | 6 sierpnia 2016     | Oakland, Kalifornia, USA       | Zdobył mistrzostwo świata WBO w wadze półciężkiej.                                                           |
| Zwycięstwo | 29-0   | Sullivan Barrera | UD  | 12            | 26 marca 2016       | Oakland, Kalifornia, USA       | |
| Zwycięstwo | 28-0   | Paul Smith       | TKO | 9 (12), 1:45  | 20 czerwca 2015     | Oakland, Kalifornia, USA       | |
| Zwycięstwo | 27-0   | Edwin Rodríguez  | UD  | 12            | 16 listopada 2013   | Oakland, Kalifornia, USA       | Obronił tytuł mistrza świata WBA w wadze super średniej.                                                     |
| Zwycięstwo | 26-0   | Chad Dawson      | TKO | 10 (12), 2:45 | 8 września 2012     | Oakland, Kalifornia, USA       | Obronił tytuły mistrza świata WBA, WBC i The Ring wagi super średniej.                                       |
| Zwycięstwo | 25-0   | Carl Froch       | UD  | 12            | 17 grudnia 2011     | Atlantic City, New Jersey, USA | Obronił tytuł mistrza świata WBA, zdobył tytuły WBC i The Ring wagi super średniej.                          |
| Zwycięstwo | 24-0   | Arthur Abraham   | UD  | 12            | 14 maja 2011        | Carson, Kalifornia, USA        | Obronił tytuł mistrza świata WBA wagi super średniej.                                                        |
| Zwycięstwo | 23-0   | Sakio Bika       | UD  | 12            | 27 listopada 2010   | Oakland, Kalifornia, USA       | Obronił tytuł mistrza świata WBA wagi super średniej.                                                        |
| Zwycięstwo | 22-0   | Allan Green      | UD  | 12            | 19 czerwca 2010     | Oakland, Kalifornia, USA       | Obronił tytuł mistrza świata WBA wagi super średniej.                                                        |
| Zwycięstwo | 21-0   | Mikkel Kessler   | TD  | 11 (12), 1:42 | 21 listopada 2009   | Oakland, Kalifornia, USA       | Zdobył tytuł mistrza świata WBA wagi super średniej.                                                         |
| Zwycięstwo | 20-0   | Shelby Pudwill   | TKO | 3 (10), 2:16  | 12 września 2009    | Temecula, Kalifornia, USA      | |
| Zwycięstwo | 19-0   | Edison Miranda   | UD  | 12            | 16 maja 2009        | Oakland, Kalifornia, USA       | |
| Zwycięstwo | 18-0   | Henry Buchanan   | UD  | 12            | 6 lutego 2009       | Lemoore, Kalifornia, USA       | |
| Zwycięstwo | 17-0   | Esteban Camou    | TKO | 3 (10), 2:46  | 13 grudnia 2008     | Cabazon, Kalifornia, USA       | |
| Zwycięstwo | 16-0   | Jerson Ravelo    | TKO | 8 (12), 2:37  | 20 czerwca 2008     | George Town, Kajmany           | |
| Zwycięstwo | 15-0   | Rubin Williams   | TKO | 7 (10), 2:51  | 20 marca 2008       | San Jose, Kalifornia, USA      | |
| Zwycięstwo | 14-0   | Roger Cantrell   | TKO | 5 (10), 1:56  | 16 listopada 2007   | Gros Islet, Saint Lucia        | |
| Zwycięstwo | 13-0   | Francisco Diaz   | TKO | 3 (8), 2:59   | 14 lipca 2007       | Carson, Kalifornia, USA        | |
| Zwycięstwo | 12-0   | Dhafir Smith     | TKO | 6 (8), 2:47   | 17 maja 2007        | Lemoore, Kalifornia, USA       | |
| Zwycięstwo | 11-0   | Julio Jean       | TKO | 3 (8), 2:04   | 29 marca 2007       | San Jose, Kalifornia, USA      | |
| Zwycięstwo | 10-0   | Derrick Findley  | UD  | 6             | 16 listopada 2006   | San Jose, Kalifornia, USA      | |
| Zwycięstwo | 9-0    | Andy Kolle       | RTD | 6 (8), 3:00   | 29 kwietnia 2006    | Mashantucket, Connecticut, USA | |
| Zwycięstwo | 8-0    | Kendall Gould    | UD  | 6             | 23 lutego 2006      | Lemoore, Kalifornia, USA       | |
| Zwycięstwo | 7-0    | Darnell Boone    | UD  | 6             | 19 listopada 2005   | Portland, Oregon, USA          | |
| Zwycięstwo | 6-0    | Glenn LaPlante   | KO  | 1 (6), 2:59   | 1 października 2005 | Tampa, Floryda, USA            | |
| Zwycięstwo | 5-0    | Christopher Holt | RTD | 3 (6), 3:00   | 18 sierpnia 2005    | San Jose, Kalifornia, USA      | |
| Zwycięstwo | 4-0    | Ben Aragon       | TKO | 3 (6), 0:59   | 18 czerwca 2005     | Memphis, Tennessee, USA        | |
| Zwycięstwo | 3-0    | Roy Ashworth     | DQ  | 3 (6), 2:56   | 7 kwietnia 2005     | Temecula, Kalifornia, USA      | |
| Zwycięstwo | 2-0    | Kenny Kost       | UD  | 6             | 10 lutego 2005      | Lemoore, Kalifornia, USA       | |
| Zwycięstwo | 1-0    | Chris Molina     | TKO | 2 (4), 0:40   | 18 grudnia 2004     | Los Angeles, Kalifornia, USA   | |